# Reichmannsdorf
Reichmannsdorf è una frazione della città tedesca di Saalfeld/Saale.

## Storia
Il 1º gennaio 2019 il comune di Reichmannsdorf venne soppresso e aggregato alla città di Saalfeld/Saale.